# 도지코인

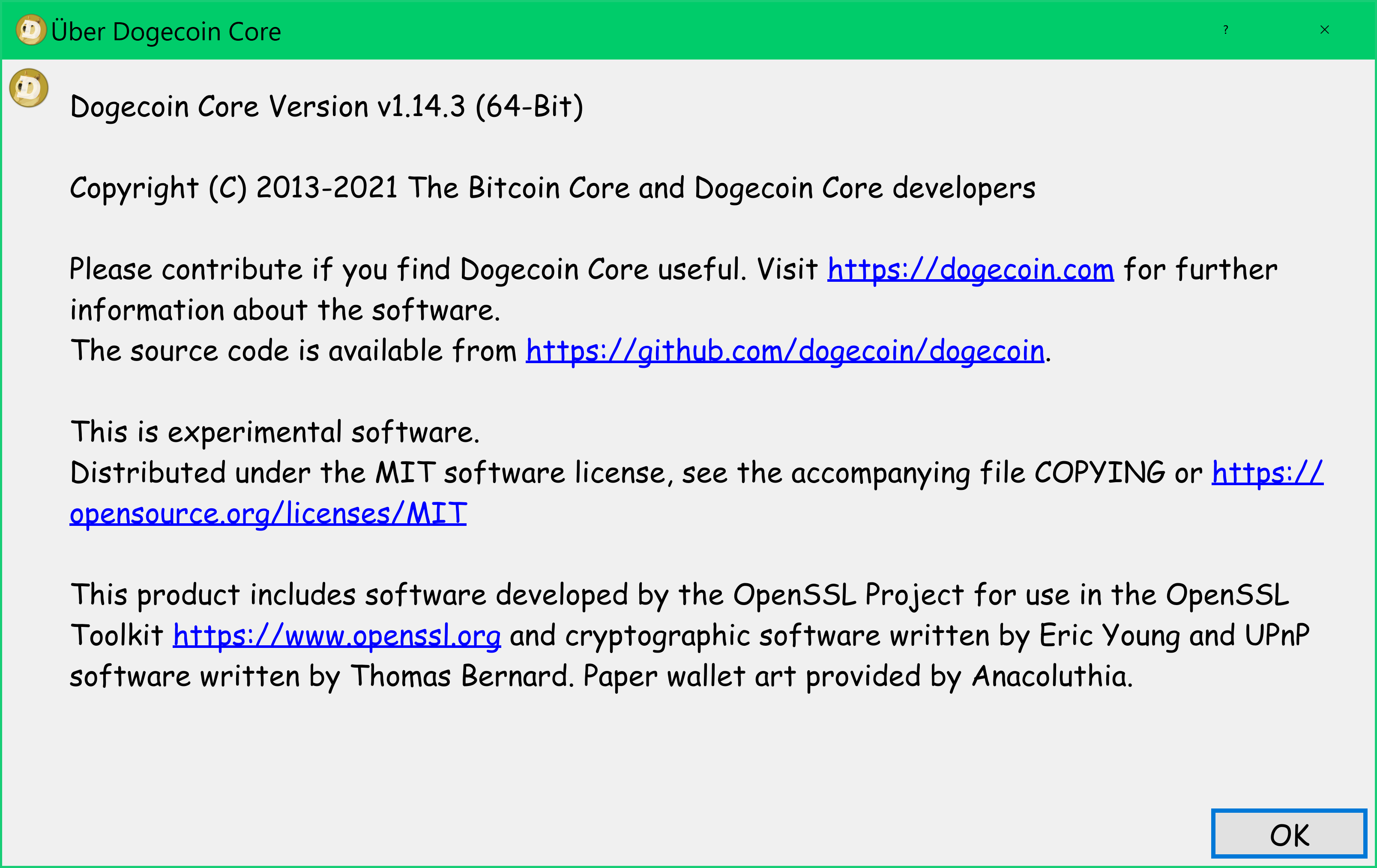

도지코인(영어: dogecoin)은 라이트코인을 바탕으로 하는, 도지(doge) 인터넷 밈을 마스코트로 채용한 암호화폐이다.
도지코인은 발행된 지 한 달만에 결제 횟수가 비트코인을 초과하였으며, 자메이카 봅슬레이 팀과 인도 루지 팀의 소치 올림픽 출전을 위한 기부금에도 사용되었다.

## 도지
2013년 12월, 당시 인터넷 밈 소재로 인기를 끌던 일본 시바견을 소재로 해서, IBM 출신 개발자 빌리 마커스와 마이크로소프트 출신 개발자 잭슨 팔머가 라이트코인을 바탕으로 개발했다.
처음에 "joke currency"라고 불리기도 하면서 장난처럼 시작한 도지코인은 일본의 한 시바견 이름인 카보수를 마스코트로 사용한다. 이 시바견은 인터넷에서 재미로 사용되던 그림이며, 같은 그림이 코인의 로고로 이용되고 있다.
도지코인은 레딧이나 트위터 같은 SNS에서 창작자의 기여를 인정하기 위한 팁 지불 용도로 사용됐다.
당시 인터넷에서 인기를 끌던 밈(meme) 마스코트인 일본 시바견 이미지를 가지고 IBM 출신 빌리 마커스가 암호화폐 개발 계획을 장난삼아 인터넷에 올렸고, 마이크로소프트(MS) 출신 잭신 팔머가 이를 실행에 옮기면서 개발됐다. 'Doge'라는 명칭은 dog(개)에 알파벳 e를 붙인 것이다.
2013년 IBM 소프트웨어 개발자 빌리 마커스(Billy Markus)는 비트코인이 인기 끄는 걸 보고 자기만의 암호화폐를 만들기로 계획했다. 처음 이름은 비디오게임 '동물의 숲'에서 화폐로 사용되는 '벨'이란 이름을 따 왔다. 그때 마침 어도비에서 개발자로 일하던 잭슨 팔머(Jackson Palmer)가 '도지(doge)' 밈(meme)을 보여주면서 이름을 변경할 것을 제안했다. 마커스는 그의 의견을 수용해서 도지코인으로 코드를 수정했다.
빌리 마르쿠스는 IBM의 소프트웨어 개발자였고, 잭슨 팔머는 어도비의 마케팅 담당자였다.

## 도지코인 열풍
- 2021년 도지코인 열풍에 불을 지핀 장본인은 일론 머스크 테슬라 최고경영자(CEO)다.
- 2021년 2월 4일, 머스크가 도지코인을 "우리 모두의 암호화폐"라고 트위터에 썼다. 도지코인의 가격이 50% 이상 폭등했다.
- 2021년 2월 10일, 머스크는 자신의 트위터에 "작은 X(아들)를 위해 도지코인을 샀다"고 올리며 구매 사실을 언급했다.
- 2021년 2월 20일, 머스크는 자신의 트위터 계정을 통해 "자녀들과 함께 도지코인 채굴기를 몇 대 설치했다"고 밝혔다. 이어 머스크는 "이베이에서 구입한 중고 채굴기일 뿐"이라며 "경제적으로 도움이 되진 않지만 재미있는 가족 프로젝트였다"고 밝혔다.
- 2020년 5월 5일, 머스크는 자신의 트위터에 그의 부인 그라임스와의 사이에 첫아들을 얻었다고 밝히면서 갓난아기를 안고 있는 사진을 올렸다. 'X Æ A-12 머스크'라는 기계 번호같은 이름을 붙여 화제를 모았다. 엑스 애쉬 에이 트웰브라고 읽는다. A-12는 머스크가 좋아하는 록히드 A-12 초음속 정찰기에서 따왔다. 록히드 SR-71 블랙버드 정찰기의 전모델이다.[2]
- 2021년 3월 23일, 머스크의 트위터 팔로워는 4950만명에 달한다. 전·현직 기업인 중 머스크보다 팔로워가 많은 인물은 빌 게이츠(5400만명)가 유일하다. 투자 세계에서 머스크의 영향력이 절대적인 셈이다. 미국 여론조사기관 피플세이의 조사에 따르면, 미국인의 37%는 한 번 이상 머스크의 트윗을 보고 투자를 한 경험이 있다고 한다.

머스크의 열렬한 지지로, 2021년 들어서 도지코인 가격이 4600% 이상 뛰었다. 4월 최근 일주일 동안 485% 상승했다. 이에 따라 도지코인의 시가총액은 460억 달러(51조원)로 급증, 시총 6위의 암호화폐가 됐다. 스테이블코인인 테더를 제외하면 도지코인보다 시가총액이 큰 암호화폐는 비트코인, 이더리움, 바이낸스 코인, 리플 XRP 뿐이다. 도지코인의 시총이 바클레이즈(시가총액 440억달러), 로이드(420억달러), 크레디아그리콜(430억달러) 등 영국과 프랑스의 대형 투자은행 시총을 넘었다.
2020년 도지코인의 가격은 0.002달러, 시총은 2억5000만달러(약 2780억원)였다. 1년 만에 1만8000% 이상 상승했다.
머스크는 "주요 투자자들이 도지코인을 팔면 내가 1달러에 사서 (가격을) 방어하겠다"는 말을 했다. 2021년 4월 도지코인 가격은 0.2 달러 정도 된다.
4월 15일, 일론 머스크 테슬라 최고경영자가 트위터에서 "달에서 짖는 개(DOGE)"라는 트윗과 함께 관련 이미지를 게시했다. 이후 가격이 폭등했다. 암호화폐 투자자들 사이에서 달(moon)은 가격 급등을 의미한다. 이에 따라 16일 업비트 원화 시장에서 도지코인의 최근 24시간 거래대금은 약 17조18억 원이었다. 전날 코스피 거래대금(15조5421억원), 4월 코스피 일 평균 거래대금(14조9372억원)을 모두 넘었다.
미국 증시에서 개미들의 반란을 주도한 레딧에서 게임스톱의 암호화폐 버전을 만들자는 논의가 있었다. 레딧에서 머스크는 '파파 머스크'(Papa Musk)로 불릴 정도로 열렬한 지지를 받고 있다. 그를 '파파 머스크'(Papa Musk)로 부르며 따르는 개인 투자자들은 일찌감치 그의 트윗에 촉각을 곤두세우며 도지코인을 사모았고, 2021년에 들어서만 1500% 폭등이란 기염을 토하기에 이르렀다.
2025년 5월 14일 도지코인 활성 주소 15배 폭증!

## 채굴
도지코인은 빠른 코인 생산 속도를 가지고 있다. 처음에는 생산량이 1,000억 개로 고정돼있었는데, 무제한 생산으로 바뀌었다. 현재 10,000개의 코인이 1분마다 생겨나는 중이고, 1년에는 52억 개의 새로운 도지코인이 생겨난다. 2015년 6월 30일 1,000억 개의 코인이 이미 생산되었다.
하버드 대학교의 학생들이 학내 슈퍼 컴퓨터로 도지코인을 채굴한 사례가 있다.

## 코인베이스
2021년 4월 13일, 한 트위터 이용자는 미국 최대 암호화폐 거래사이트 코인베이스의 미국 나스닥 상장을 앞두고 머스크 CEO에게 "(더 많은 투자자가) 도지코인에게 더 쉽게 접근(투자)할 수 있도록 코인베이스가 도지코인을 상장시켜야 한다고 보는가"라고 질문했다. 머스크는 "그렇다"고 짧은 답변을 남겼다. 그 직후 도지코인 가격이 2배 올랐다.
4월 13일 기준으로, 미국 최대 암호화폐 거래사이트 코인베이스에서는 도지코인 거래를 할 수 없다. 세계 최대 바이낸스, 한국 최대 업비트에서는 가능하다.
코인베이스 정책이야 회사가 독립적으로 정하겠지만, 머스크는 코인 시장에서 절대적인 영향력을 갖고 있기 때문에, 곧 코인베이스에 도지코인이 상장될 것을 예상할 수 있으며, 상장 소식에 다시 가격이 급등할 것도 충분히 예상할 수 있다.

## 레딧
2021년 4월 16일, 한 레딧 사용자는 미국 주식거래 무료 플랫폼인 로빈후드 (기업) 계정을 캡처해 자신의 도지코인 계정에 100만달러가 넘게 찍혀있는 사진을 올리기도 했다. 그는 "친구들, 내가 방금 도지코인 백만장자가 됐어"라며 자신의 도지코인 계정 사진을 올렸다. 계정에는 108만1441.29달러가 찍혀 있었다.

## 1달러
2021년 4월 17일, 도지코인의 가격은 0.2달러이다. 곧 1달러가 된다는 전망이 있다.
머스크는 "주요 투자자들이 도지코인을 팔면 내가 1달러에 사서 (가격을) 방어하겠다"는 말을 했었다.
레딧의 인기 채팅방 중 하나인 '사토시스트리트베츠'에는 도지코인이 1달러까지 치솟을 것이라는 낙관적인 전망도 나오고 있다.
2021년 1월 28일, 가상통화 전문 외신 코인데스크는 65만 팔로워를 지닌 트위터 유명 계정 'WSB Chairman'의 도지코인 언급 이후 급상승했다고 보도했다. WSB Chairman이 28일(현지시간) 트위터를 통해 “모두가 도지코인에 대해 말하는데 그게 뭡니까”라고 묻고 “1달러(약 1100원)까지 갈 수 있습니까”라고 재차 질문했다. 그러자 미국의 온라인 커뮤니티 레딧에서 반응했다. 게임스톱 현상을 이끌었던 레딧의 월스트리트벳 (Wallstreetbet) 방에서 개인투자자들은 도지코인의 마스코트 ‘시바견’을 게재하며 서로 투자를 재촉하자 거래량이 폭증했다. 업비트에 따르면 28일 도지코인의 거래량은 약 9억1398만7072개로 전날 대비 약 245배 늘었다.
2021년 3월 7일, 미국프로농구(NBA) 댈러스 매버릭스 구단주이자 억만장자 기업가인 마크 큐반이 트위터에서 도지코인을 구단 결제수단으로 도입하면 코인 가격이 1달러까지 갈 수 있다고 말했다. "댈러스 매버릭스에서 2만개 이상의 도지코인이 거래됐다"며 "만약 우리가 65억5600만개 정도의 도지코인을 거래한다면 도지코인의 가치는 1달러에 이를 것이다"라고 말했다.
2020년 6월 말, 제임스 갈란테라는 이름의 틱톡 사용자는 800만명의 틱톡 사용자가 도지코인에 25달러(약 3만원)씩 투자하면 가격이 1달러(약 1200원)까지 올라 모두 1만달러(약 1200만원)를 벌게 된다며 "우리 모두 부자가 되자"는 동영상을 올렸다. 이 동영상은 53만7000회 이상의 조회수와 6만3000개의 좋아요, 5000개의 댓글을 기록하며 큰 인기를 끌었고 도지코인의 가격은 지난 24시간 동안 40% 이상 급등해 0.004달러(약 5원)까지 올랐다. 24시간 거래량은 8억7800만달러(약 1조492억원)로 지난 1년간 일평균 거래량보다 683% 급증했다. 글로벌 암호화폐 시황 중계사이트 코인마켓캡에 따르면 이날 기준으로 도지코인의 시가총액은 5억 6500만달러(약 6752억원)로 26위에 올랐다. 틱톡 영상을 통해 도지코인을 1달러까지 펌핑시키려는 도지코인 챌린지가 유행하기 시작하자 도지코인은 한동안 상승세를 이어갔다.
2021년 2월 7일, 월스트리트저널(WSJ)은 "공급량이 2100만 개로 제한된 비트코인과 달리 도지코인은 제한이 없어 이론적으로 개당 1달러까지 도달하는 것은 어려울 것"이라고 전망했다. 그러나, 역시 공급량 제한이 없는 이더리움은 2천달러가 넘는 가격에 거래되고 있다.

## 같이 보기
- 비트코인
- 라이트코인
- 시바이누코인